# جيب سهمي علوي
الجيب السهمي العلوي (بالإنجليزية: Superior sagittal sinus)‏ هو أحد الجيوب الدموية ضمن جوف القحف يبدأ من خلف الصفيحة المصفوية ويسير ضمن التلم السهمي إلى الوراء ويكبر في الحجم بشكل تدريجي إلى أن يصل إلى منطقة الناشزة القذالية الداخلية.

## صور إضافية

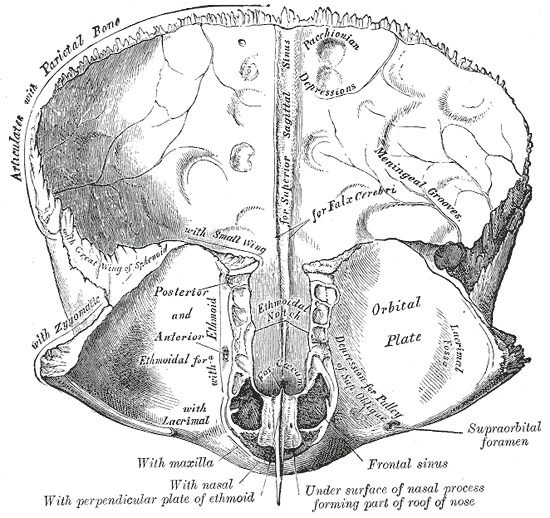
Frontal bone. Inner surface.
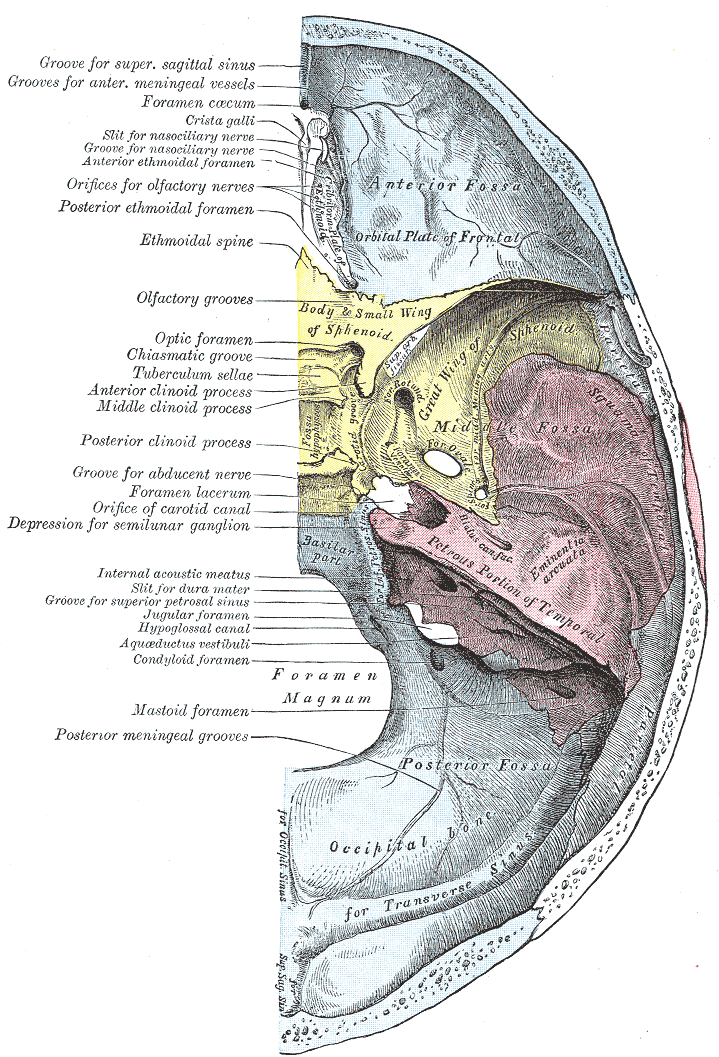
Base of the skull. Upper surface.
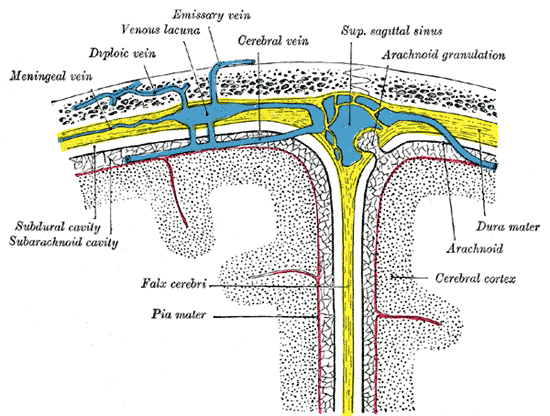
Diagrammatic representation of a section across the top of the skull, showing the membranes of the brain, etc.
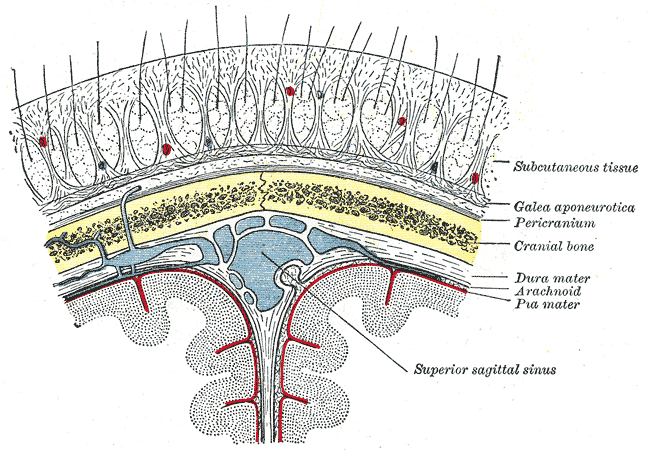
Diagrammatic section of scalp.
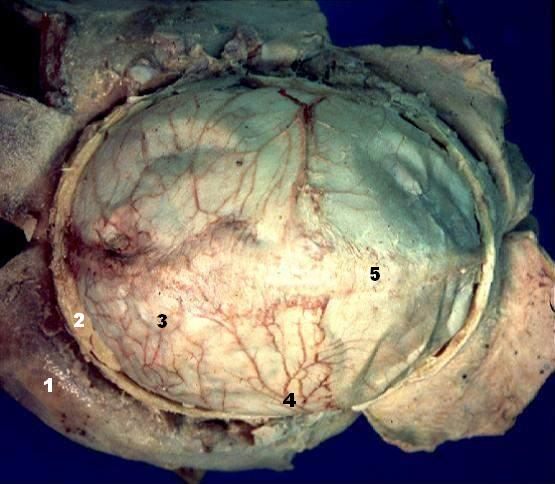
Human brain dura mater